# Home Is Here
Home Is Here ist eine österreichisch-tschechische Koproduktion aus dem Jahr 2016 von Tereza Kotyk. Die Premiere erfolgte am 18. November 2016 im Rahmen des Tallinn Black Nights Film Festivals. Kinostart war in Österreich am 14. Juli 2017.

## Handlung
Im Zentrum des in Innsbruck spielenden Films steht die junge, orientierungslose Hannah, eine Österreicherin mit tschechischen Wurzeln. Sie wohnt vorübergehend bei ihrer Mutter und ihrem kleinen Bruder im Olympischen Dorf. Eines Tages bricht sie in die moderne Villa von Max ein. Er ist alleinstehend, als Finanzberater tätig und ein pedantischer Sportler. Hannah wiederholt ihre Ausflüge in das Haus von Max immer und immer wieder, bis Max kleine Veränderungen bemerkt. Er lässt sich auf eine spielerische Kommunikation mit Hannah ein, ohne sie aber zu treffen. Die Kommunikation zwischen den beiden findet lediglich über Veränderungen im Haus statt. Im Laufe ihres Spieles kommen sie zu dem Schluss, dass es im Leben nicht um die Suche nach einer Beziehung oder einem bestimmten Ort geht, sondern darum, dass man sein Zuhause nur bei sich selbst finden kann: „Home Is Here“.

## Produktion
Die Dreharbeiten fanden im September und Oktober 2015 statt, gedreht wurde in Tirol. Unterstützt wurde der Film vom Österreichischen Filminstitut, dem Land Tirol, Cine Tirol, der Stadt Innsbruck und der Czech Film Commission, beteiligt war ServusTV. Produziert wurde der Film von der KGP – Kranzelbinder Gabriele Production. Für das Kostümbild zeichnete Veronika Harb verantwortlich, für das Szenenbild Elena Riccabona und für den Ton Peter Rösner. Bei dem Film handelt es sich um das Langfilmdebüt der Tiroler Filmemacherin Tereza Kotyk.

## Kritik
Peter Angerer schrieb in der Tiroler Tageszeitung: In Tereza Kotyks eisig grauem Film „Home is here“ werden vielleicht zwanzig Sätze gesprochen, es geht weniger um Tod oder Leben denn um eine Studie über Einsamkeit und Langeweile.

## Festivals (Auswahl)
- 2016: Tallinn Black Nights Film Festival – Nominierung Best First Feature
- 2017: Prague Febiofest
- 2017: Lecce Festival of European Cinema – Nominierung für den Goldenen Olivenbaum als bester Film
- 2017: Internationales Film Festival Innsbruck